# 交響曲第1番 (ルーセル)
交響曲第1番 ニ短調 作品7, L. 8 は、アルベール・ルーセルが1904年から1906年にかけて作曲した交響曲。『森の詩』（Le Poème de la forêt）という標題が付けられている。

## 概要
ルーセルはその生涯で4曲の交響曲を作曲したが、その中で本作は最初に作曲された作品であり、クロード・ドビュッシーやモーリス・ラヴェルらによる印象主義音楽から影響を受けていた1902年から1913年までの期間に作曲されたものである。
作品はアルフレッド・コルトーに献呈されており、初演は第3楽章のみが1904年12月15日にコルトーの指揮でAssociation des Concertsによってパリで、第4楽章のみが1907年11月10日にカミーユ・シュヴィヤールの指揮でラムルー管弦楽団によって同じくパリで行われているが、全楽章を通しての初演は1908年3月22日にシルヴァン・デュピュイの指揮でコンセール・ポピュレール（現：コンセール・パドルー）によってブリュッセルにて行われた。

## 楽器編成
ピッコロ、フルート2、オーボエ2、イングリッシュホルン、クラリネット2、ファゴット2、ホルン4、トランペット2、トロンボーン3、チューバ、ティンパニ、ハープ2、弦五部。

## 曲の構成
全4楽章、演奏時間は約35分。それぞれの楽章が森の四季を描写している。
- 第1楽章 冬の森（Foret d'Hiver）
ニ短調、8分の9拍子 - 4分の4拍子。
終盤でホルンとトランペットで循環主題が提示される。

- 第2楽章 春（Renouveau）
イ長調、4分の4拍子、ソナタ形式。
再現部では第1主題と第2主題は逆の順序で再現されている。

- 第3楽章 夏の夕べ（Soir d'Ete）
変ト長調、4分の4拍子。

- 第4楽章 牧神と森の精（Faunes et Dryades）
ニ短調 - ニ長調、4分の3拍子、ロンド形式（A-B-A-C-A-B-A'）。